# Магиан, Кира
Ки́ра Маги́ан (англ. Ciara Mageean; род. 12 марта 1992 года, Портаферри, Северная Ирландия, Великобритания) — ирландская легкоатлетка, специализирующаяся в беге на средние дистанции. Чемпионка Европы 2024 года, двукратный призёр чемпионатов Европы на дистанции 1500 метров (2016 и 2022), многократная чемпионка Ирландии. Участница Олимпийских игр 2016 и 2020 годов. На международном уровне выступает за Ирландию, а на Играх Содружества — за Северную Ирландию (Республика Ирландия не выступает на Играх Содружества).

## Биография
Ярко дебютировала в юношеском спорте, выиграв несколько медалей крупнейших международных соревнований в младших возрастных категориях. В 2009 году завоевала золото Европейского юношеского олимпийского фестиваля в беге на 1500 метров и серебро чемпионата мира среди спортсменов до 18 лет в беге на 800 метров.
На юниорском первенстве мира 2010 года заняла второе место на дистанции 1500 метров, а в следующем году вновь выиграла серебряную медаль, уже на европейском чемпионате среди юниоров.
В 18 лет дебютировала за взрослую сборную Северной Ирландии на Играх Содружества в Индии, где заняла 10-е место.
Однако дальнейший прогресс остановился из-за серьёзной травмы лодыжки, которая выбила Киру из тренировочного и соревновательного процесса на два года. Летом 2013 года она перенесла операцию, после которой врачи не давали никаких гарантий относительно возвращения в спорт.
В 2014 году в первом старте после перерыва Магиан выиграла чемпионат страны в беге на 1500 метров. В сентябре на традиционных соревнованиях Fifth Avenue Mile стала третьей в пробеге на 1 милю по Пятой авеню в Нью-Йорке. Однако в следующем году вновь была вынуждена пропустить большинство стартов из-за травмы ноги.
Зимой 2016 года установила рекорды Ирландии на 1500 метров (4.08,66) и 1 милю (4.28,40) в помещении. На чемпионате Европы в медленном тактическом финале на дистанции 1500 метров финишировала третьей. С бронзовой медалью она стала третьей женщиной в истории Ирландии (после Сони О’Салливан и Дервал О’Рурк), стоявшей на пьедестале континентальных первенств.
На Олимпийских играх в Рио-де-Жанейро заняла 11-е место в своём полуфинале и не вошла в число участниц финала.
В июне 2024 года, на чемпионате Европы, который состоялся в Риме, Кира впервые в карьере завоевала чемпионский титул, пробежав 1500 метров за 4:04,66. 
Учится на физиотерапевта в Университетском колледже Дублина.

## Основные результаты
| Год  | Турнир                                   | Место проведения         | Дисциплина     | Место       | Результат |
| ---- | ---------------------------------------- | ------------------------ | -------------- | ----------- | --------- |
| 2008 | Чемпионат мира среди юниоров             | Быдгощ, Польша           | 1500 м         | 10-е        | 4.26,87   |
| 2008 | Чемпионат Европы по кроссу среди юниоров | Брюссель, Бельгия        | кросс 4 км     | 17-е        | 14.19     |
| 2009 | Чемпионат мира среди юношей              | Брессаноне, Италия       | 800 м          | 2-е         | 2.03,07   |
| 2009 | Европейский юношеский фестиваль          | Тампере, Финляндия       | 1500 м         | 1-е         | 4.15,46   |
| 2009 | Чемпионат Европы по кроссу среди юниоров | Дублин, Ирландия         | кросс 4,039 км | 9-е         | 14.40     |
| 2010 | Чемпионат мира среди юниоров             | Монктон, Канада          | 1500 м         | 2-е         | 4.09,51   |
| 2010 | Игры Содружества                         | Дели, Индия              | 1500 м         | 10-е        | 4.10,85   |
| 2010 | Чемпионат Европы по кроссу среди юниоров | Албуфейра, Португалия    | кросс 3,97 км  | 7-е         | 13.16     |
| 2011 | Чемпионат Европы среди юниоров           | Таллин, Эстония          | 1500 м         | 2-е         | 4.16,82   |
| 2012 | Чемпионат Европы                         | Хельсинки, Финляндия     | 1500 м         | 20-е (заб.) | 4.19,23   |
| 2016 | Чемпионат Европы                         | Амстердам, Нидерланды    | 1500 м         | 3-е         | 4.33,78   |
| 2016 | Олимпийские игры                         | Рио-де-Жанейро, Бразилия | 1500 м         | 17-е (1/2)  | 4.08,07   |
| 2016 | Чемпионат Европы по кроссу               | Кья, Италия              | кросс 7,97 км  | 31-е        | 26.55     |